# Гордин, Александр Витальевич
Александр Витальевич Гордин (31 июля 2001, Санкт-Петербург) — российский хоккеист, нападающий клуба «Автомобилист».
Встал на коньки в три года. На юношеском уровне играл в петербургских командах СДЮСШОР-1, «Бульдоги», ГСДЮШОР, «Варяги» пос. им. Морозова, СКА. С сезона 2017/18 стал играть в молодёжных лигах в системе СКА, по состоянию на апрель 2020 года считался лучшим снайпером в истории молодёжных команд СКА. В связи с тем, что часть игроков основного состава СКА была отправлена на карантин из-за подозрения на COVID-19, 25 сентября 2020 года провёл единственный матч в сезоне КХЛ — против «Ак Барса» (2:3 Б). В составе «Рязани-ВДВ» стал лучшим бомбардиром команды, забросив 18 шайб и отдав 22 передачи в 53 играх. Летом 2024 года был обменян в «Автомобилист» на игрока Юрия Салова.